# KPMG Tower
KPMG Tower – wieżowiec położony przy 355 South Grand Avenue w Los Angeles (Kalifornia) wchodzący w skład kompleksu Wells Fargo Center (Los Angeles). Budowla została wzniesiona w latach 1981–1983, ma wysokość 170,7 m i liczy 45 pięter. Wieżowiec znajduje się na wzniesieniu Bunker Hill, co sprawia, że wydaje się być znacznie wyższy.